# Karen Melk'ownyan
Karen Melk'ownyan (in armeno Կարեն Մելքոնյան?; Erevan, 25 marzo 1999) è un calciatore armeno, centrocampista dell'Urartu e della nazionale armena.

## Carriera

### Club
Ha giocato 91 partite nella prima divisione armena; nel corso degli anni ha anche giocato 2 partite nei turni preliminari di Champions League e 4 in quelli di Europa League.

### Nazionale
Ha giocato nelle nazionali giovanili armene Under-17, Under-19 ed Under-21.
Il 1º giugno 2021 ha esordito con la nazionale maggiore armena giocando l'amichevole pareggiata 1-1 contro la Croazia.

## Statistiche

### Cronologia presenze e reti in nazionale
| Cronologia completa delle presenze e delle reti in nazionale ― Armenia | Cronologia completa delle presenze e delle reti in nazionale ― Armenia | Cronologia completa delle presenze e delle reti in nazionale ― Armenia | Cronologia completa delle presenze e delle reti in nazionale ― Armenia | Cronologia completa delle presenze e delle reti in nazionale ― Armenia | Cronologia completa delle presenze e delle reti in nazionale ― Armenia | Cronologia completa delle presenze e delle reti in nazionale ― Armenia | Cronologia completa delle presenze e delle reti in nazionale ― Armenia |
| Data                                                                   | Città                                                                  | In casa                                                                | Risultato                                                              | Ospiti                                                                 | Competizione                                                           | Reti                                                                   | Note                                                                   |
| ---------------------------------------------------------------------- | ---------------------------------------------------------------------- | ---------------------------------------------------------------------- | ---------------------------------------------------------------------- | ---------------------------------------------------------------------- | ---------------------------------------------------------------------- | ---------------------------------------------------------------------- | ---------------------------------------------------------------------- |
| 1-6-2021                                                               | Velika Gorica                                                          | Croazia                                                                | 1 – 1                                                                  | Armenia                                                                | Amichevole                                                             | -                                                                      | 46’                                                                    |
| Totale                                                                 |                                                                        | Presenze                                                               | 1                                                                      |                                                                        | Reti                                                                   | 0                                                                      |                                                                        |

## Palmarès

### Club

#### Competizioni nazionali
- Coppa d'Armenia: 1

Urartu: 2022-2023
- Campionato armeno: 1

Urartu: 2022-2023